# Richard A. Reyment
Richard Arthur Reyment, född 4 december 1926 i Melbourne, död 30 mars 2016 i Sollentuna, var en australisk-svensk geolog och paleontolog. 
Reyment blev i Melbourne BSc 1948 och MSc 1955. Han var praktikant vid LKAB 1949, och statsgeolog vid Nigerias geologiska undersökning 1950-1956. Han blev filosofie doktor 1956, docent i historisk geologi och paleontologi 1956, universitetslektor 1961, allt vid Stockholms högskola/universitet. Han var professor i petroleumgeologi och föreståndare för geologiska institutionen vid universitetet i Ibadan, Nigeria 1963-1965, laborator vid Naturvetenskapliga forskningsrådet 1965-1967 och var professor i geologi, särskilt historisk geologi, vid Uppsala universitet 1967-1991. Han blev DSc i Melbourne 1967 och ledamot av svenska Kungliga Vetenskapsakademien 1974, korresponderande ledamot av Academia Brasileira de Ciências 1978 samt ledamot av Kungl. Fysiografiska Sällskapet i Lund 1986.  Han var verksam som gästforskare vid Naturhistoriska riksmuseet, avdelningen för paleozoologi från sin pensionering fram till några år före sin död.
Reyments skrifter behandlar bland annat Afrikas geologi och paleontologi, Sveriges, Sydamerikas och Australiens paleontologi, statistiska metoder inom paleobiologin samt Sydatlantens utveckling under krita. 
År 1971 mottog han Kungliga Nordstjärneorden, 1974 Assar Haddings pris, 1979 Krumbeinmedaljen och 1989 jämte Mats Hillert, Uppsala universitets Björkénska pris.
Han är gravsatt på Silverdals griftegård i Sollentuna med sin hustru, Eva Regina Reyment (1919 - 2014).